# FC Tskhinvali
Football Club Tskhinvali (antigo Spartaki-Tskhinvali) é um clube de futebol profissional georgiano, baseado na cidade de Tbilisi.
Fundado em 1936, manda seus jogos no Stadion Kartli, em Tbilisi, com capacidade para abrigar 1.535 torcedores.